# Mionochroma electrinum
Mionochroma electrinum là một loài bọ cánh cứng trong họ Cerambycidae.